# Luňáčkova lípa

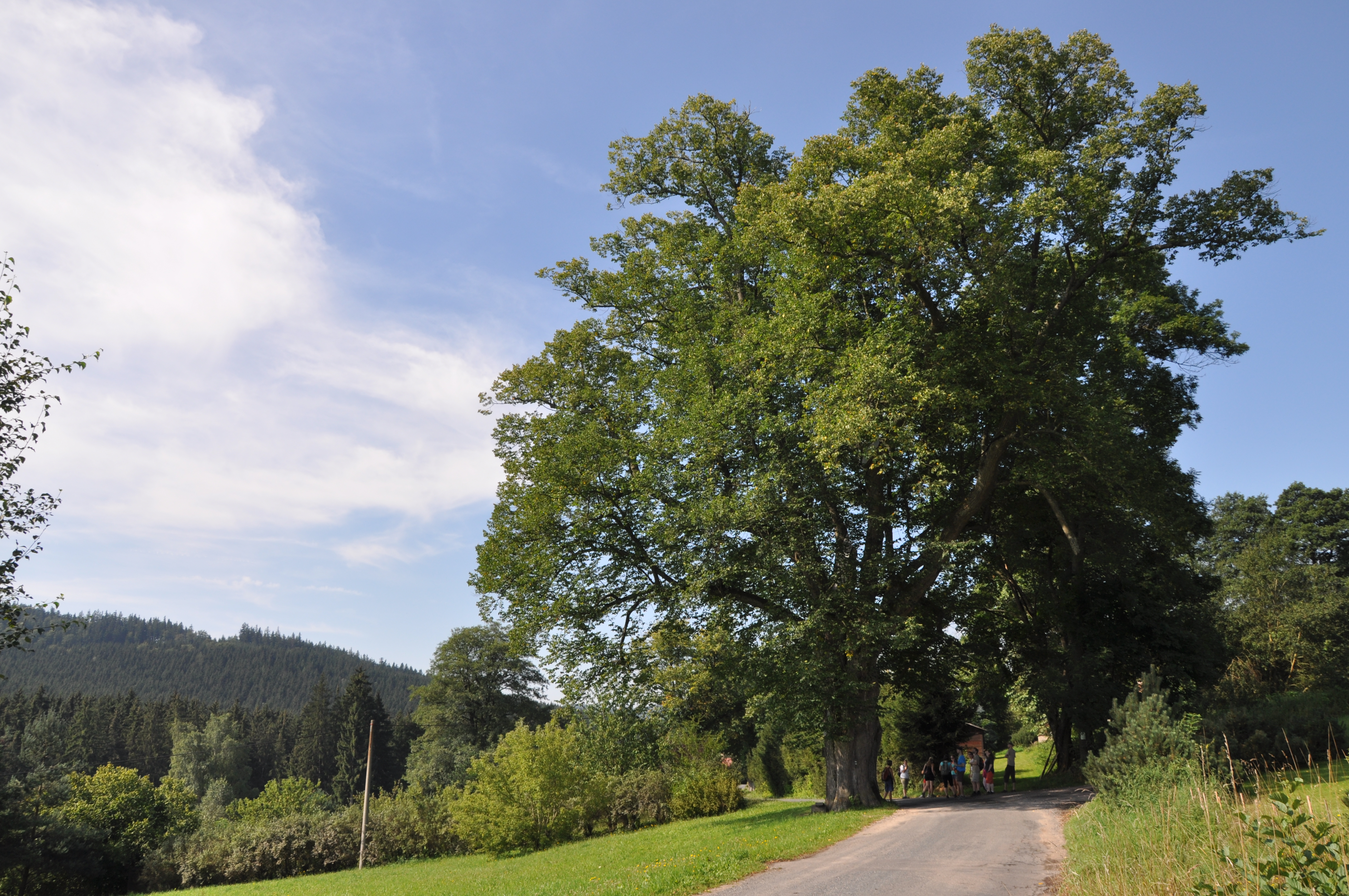
Lípa v srpnu 2010.

Luňáčkova lípa je památný strom rostoucí u silnice u domu čp. 202 v obci Březiny asi 7 km jihozápadně od obce Borová v okrese Svitavy.

## Základní údaje
- název: Luňáčkova lípa
- výška: 28,5 m (1995)[1][2], 28,5 m (1997)[2]
- obvod: 600 cm (1995)[1][2], 597 cm (1997)[2], 602 cm (2003)[3]
- průměr koruny: 28,5 m (1995)[2], 28-30 m (1997)[2]
- věk: 300 let[3]
- zdravotní stav: 3 (1997)[2]
- sanace: ano

## Stav stromu a údržba
Památná lípa je vysoká asi 30 m, obvod kmene je asi 600 cm a odhadované stáří se pohybuje v rozmezí 300 až 500 let. Zdravotní stav stromu je dobrý, prosychají pouze některé slabé větve. Strom byl ošetřen proti houbovým chorobám a proveden bezpečnostní řez.

## Památné a významné stromy v okolí
- Drašarova lípa
- Lípa v Pusté Rybné
- Pajkrův dub
- Lukasova lípa